# پیپت چاکو
پیپت چاکو با نام علمی Anthus chacoensis گونه‌ای پرنده از راستهٔ گنجشک‌سانان و سردهٔ پیپت‌هاست که در چمن‌زارهای معتدل آرژانتین و پاراگوئه زندگی می‌کند.